# Guilherme Mota
Pour les articles homonymes, voir Mota.
Guilherme Sousa Mota, né le 12 juillet 2000 à Leiria, est un coureur cycliste portugais.

## Biographie
En août 2020, il est sacré champion du Portugal du contre-la-montre espoirs à Paredes.

## Palmarès sur route

### Par année
- 2017
  -  Champion du Portugal sur route juniors
- 2018
  -  Champion du Portugal du contre-la-montre juniors
- 2019
  - 3e du championnat du Portugal du contre-la-montre espoirs
- 2020
  -  Champion du Portugal du contre-la-montre espoirs

### Classements mondiaux
| Année           | 2019   | 2020 |
| --------------- | ------ | ---- |
| UCI Europe Tour | 1 461e | 765e |

## Palmarès en cyclo-cross
- 2017-2018
  -  Champion du Portugal de cyclo-cross juniors

## Palmarès en VTT
- 2018
  -  Champion du Portugal de cross-country juniors